# Playgreen Lake
Playgreen Lake ist ein See in der kanadischen Provinz Manitoba.

## Lage
Die Wasserfläche beträgt 745 km². Der See liegt am Abfluss des Winnipegsees und wird vom Nelson River durchflossen.